# Боженціте
Боже́нціте (болг. Боженците) — село в Габровській області Болгарії. Входить до складу общини Габрово.

## Населення
За даними перепису населення 2011 року у селі проживала 21 особа, усі — болгари.
Розподіл населення за віком у 2011 році:
Динаміка населення: